# براونشفايج (فئة فرقيطة)
كورفيت فئة  K130 براونشفايج  (ويسمى أحياناً كورفيت 130)  هو الفئة الأحدث من كورفيتات المحيط  بألمانيا. وقد تم بناء خمس سفن من هذه الفئة وحلت محل زورق الهجوم السريع فئة جيبارد في البحرية الألمانية. وفي أكتوبر من العام 2016 تم الإعلان عن دفعة ثانية من خمسة طرادات إضافية سيتم بنائها من 2022-2025. وقد تم اتخاذ هذا القرار استجابة لمتطلبات الناتو الذي يتوقع أن توفر ألمانيا ما مجموعه أربعة كورفيتات على أعلى مستوى من الجاهزية من أجل العمليات الساحلية وذلك بحلول عام 2018 ومع وجود خمسة سفن من هذه الفئة في الوقت الحالي فإن مايمكن لألمانيا توفيره للناتو هما اثنين فقط.

في مايو 2015، طلبت الحكومة الإسرائيلية أربعة كورفيتات من الفئة "ساعر-6”، والتي ستقوم بتصميمها شركة تيسنكروب مارين سيستمز، وبشكل حر على أساس تصميم الكورفيت فئة براونشفايج، ولكن مع تغييرات هندسية لإكساب المنصة الأساس مزيداً من الكفاءة العسكرية.

وفي 12 من سبتمبر من عام 2017، أمر الجيش الألماني ببناء خمسة سفن من الفئة K130 في اتحاد من أحواض بناء السفن في شمال ألمانيا. ويشمل هذا الاتحاد كل من: تيسنكروب مارين سيستمز ThyssenKrupp Marine Systems ، وبريمر لورسن فيرفت Bremer Lürssen Werft أو «بلوهم + فوس» Blohm + Voss ، فضلا عن مشاركة أحواض البحرية الألمانية في كييل. وتقوم مجموعة لورسن، التي ستكون المقاول الرئيسي في إنتاج السفن، بتوزيع أعمالها على الموقعين في فولجاست وهامبورغ. وتبلغ قيمة العقد حوالي ملياري يورو.

## تفاصيل تقنية
تمتاز سفن هذه الفئة ببصمة رادارية وحرارية «تحت حمراء» مخفضة (أكثر شبحية من فرقاطات الفئة زاكسن) ومجهزة بإثنتين من المروحيات بدون طيار للاستشعار عن بعد.

وقد أصدرت البحرية الألمانية أمراً بشراء 6 مروحيات بدون طيار كامكوبتر S-100 كدفعة أولى لاستخدامها على متن سفن الفئة براونشفايج. كما يخطط الجيش الألماني «القوات البرية» لشراء نفس الدرون من أجل المهام البرية. وأما عن حظيرة الطيران (المرآب) فيعد صغيراً جداً بالنسبة للمروحيات التقليدية، ولكن منصة الإقلاع تُعد مناسبة لمروحيات مثل سي كينج ولينكس وإن إتش-90 ، أي المروحيات العاملة في البحرية الألمانية.

وكان من المفترض أن يتم تسليح سفن الفئة K130 «براونشفايج» بالنسخة البحرية لصاروخ بوليفيم Polyphem missile، وهو صاروخ موجه بالألياف البصرية ويبلغ مداه 60 كيلومتراً وكان قيد التطوير في ذلك الوقت، ولكن تم إلغاء برنامج الصاروخ بوليفيم في عام 2003 فقام المصممون باختيار الصاروخ (ار بي إس- 15) RBS-15 عوضاً عنه. ويمتاز الصاروخ RBS-15 بمدى أكبر بكثير حيث يصل إلى 250 كيلومتر، والنسخة الحالية Mk3 والتي تم تنصيبها على كورفيت براونشفيج، تفتقر إلى تقنية ECM-resistant video feedback والتي كانت من مزايا الصاروخ بوليفيم.

وقد قامت البحرية الألمانية -مقدماً- بطلب النسخة RBS-15 Mk4، وهي النسخة المستقبلية المطورة من النسخة Mk3 ، بزيادة في المدى حيث يصل مداها إلى 400 كم، وباحث مزدوج Dual seeker لرفع المقاومة للتدابير الإلكترونية المضادة Electronic countermeasures. ومن مزايا النسخة الحالية Mk3 توفر القدرة على الاشتباك مع أهداف أرضية.

### صعوبة التصنيف
لايوجد على سفن هذه الفئة ضابط تنفيذي (بالألمانية: ضابط أول Erster Offizier). ويستخدم هذا المعيار بشكل تقليدي -في البحرية الألمانية- كقاعدة لتصنيف القطعة البحرية كزورق، وليس كسفينة. ولكن في بيان صحفي حول هذه الفئة، ذكرت البحرية الألمانية أن هذه الكورفيتات ستسمى سفن على الرغم من حجمها، وتسليحها، وبقائيتها Endurance. 

ويتمتع قائد سفينة من هذه الفئة بنفس السلطة التأديبية «الانضباطية» كقائد سرية في الجيش الألماني، وليس كقائد كتيبة كما هو الحال مع السفن الحربية الألمانية الكبرى مثل الفرقاطات. ومع ذلك، فمن ناحية الحجم والدور والتسليح والحماية فإن هذه الكورفيتات تماثل فرقاطات الحرب الحديثة المضادة لسفن السطح ASuw، والفارق الرئيسي بينهما يتمثل في الغياب التام لقدرات مكافحة الغواصات ASW سواءً من ناحية أجهزة الاستشعار أو من ناحية الأسلحة ذات الصلة بمهام مكافحة الغواصات.

### مشاكل تقنية
أدت المشاكل الشديدة التي واجهتها شركة MAAG GmbH من فينترتور بسويسرا، إلى تأخير تشغيل السفن. وحدثت مشاكل أخرى في نظام تكييف الهواء والتعرض للسموم من أنظمة العادم والصواريخ.

وفي حين كان من المتوقع أن يتم تشغيل السفن بين مايو 2007 وفبراير 2009، تأخرت القدرة التشغيلية حتى عام.

## سفن الفئة

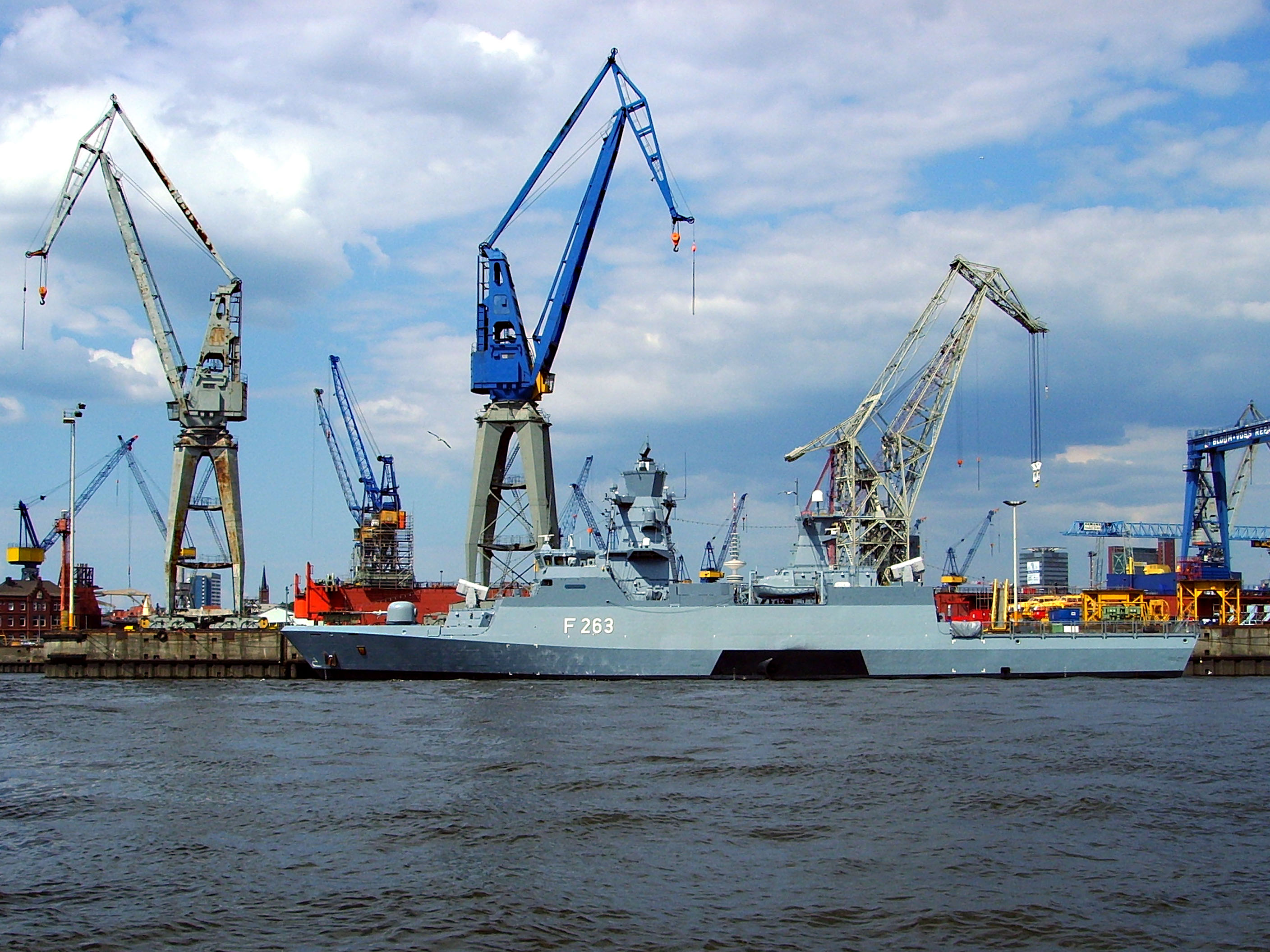
الكورفيت F 263 Oldenburg

لم يتم بناء سفن هذه الفئة في حوض واحد لبناء السفن، فقد شيدت الأقسام  في مواقع مختلفة في نفس الوقت،  وتم ضمها لبعضها البعض في وقت لاحق.

ويعرض الجدول التالي أسماء أحواض البناء حيث تمت احتفاليات «وضع العارضة»  Keel-laying وهي إشارة بداية البناء، ويرجع هذا إلى إيقاف  سفن الفئة جيبارد الخمسة الإضافية والتي كان مخطط لها مابين 2019-2023.
| الرقم المتسلسل | الإسم                      | حوض البناء    | تاريخ بدء البناء | تاريخ الإطلاق  | تاريخ دخول الخدمة | الحالة    |
| -------------- | -------------------------- | ------------- | ---------------- | -------------- | ----------------- | --------- |
| F260           | Braunschweig F260          | Blohm + Voss  | 3 ديسمبر 2004    | 19 إبريل 2006  | 16 إبريل 2008     | في الخدمة |
| F261           | Magdeburg F261             | Lürssen-Werft | 19 مايو 2005     | 6 سبتمبر 2006  | 22 سبتمبر 2008    | في الخدمة |
| F262           | Erfurt F262                | Nordseewerke  | 22 سبتمبر 2005   | 29 مارس 2007   | 28 فبراير 2013    | في الخدمة |
| F263           | Oldenburg F263             | Blohm + Voss  | 19 يناير 2006    | 28 يونيو 2007  | 21 يناير 2013     | في الخدمة |
| F264           | Ludwigshafen am Rhein F264 | Lürssen-Werft | 14 إبريل 2006    | 26 سبتمبر 2007 | 21 مارس 2013      | في الخدمة |

## معرض صور

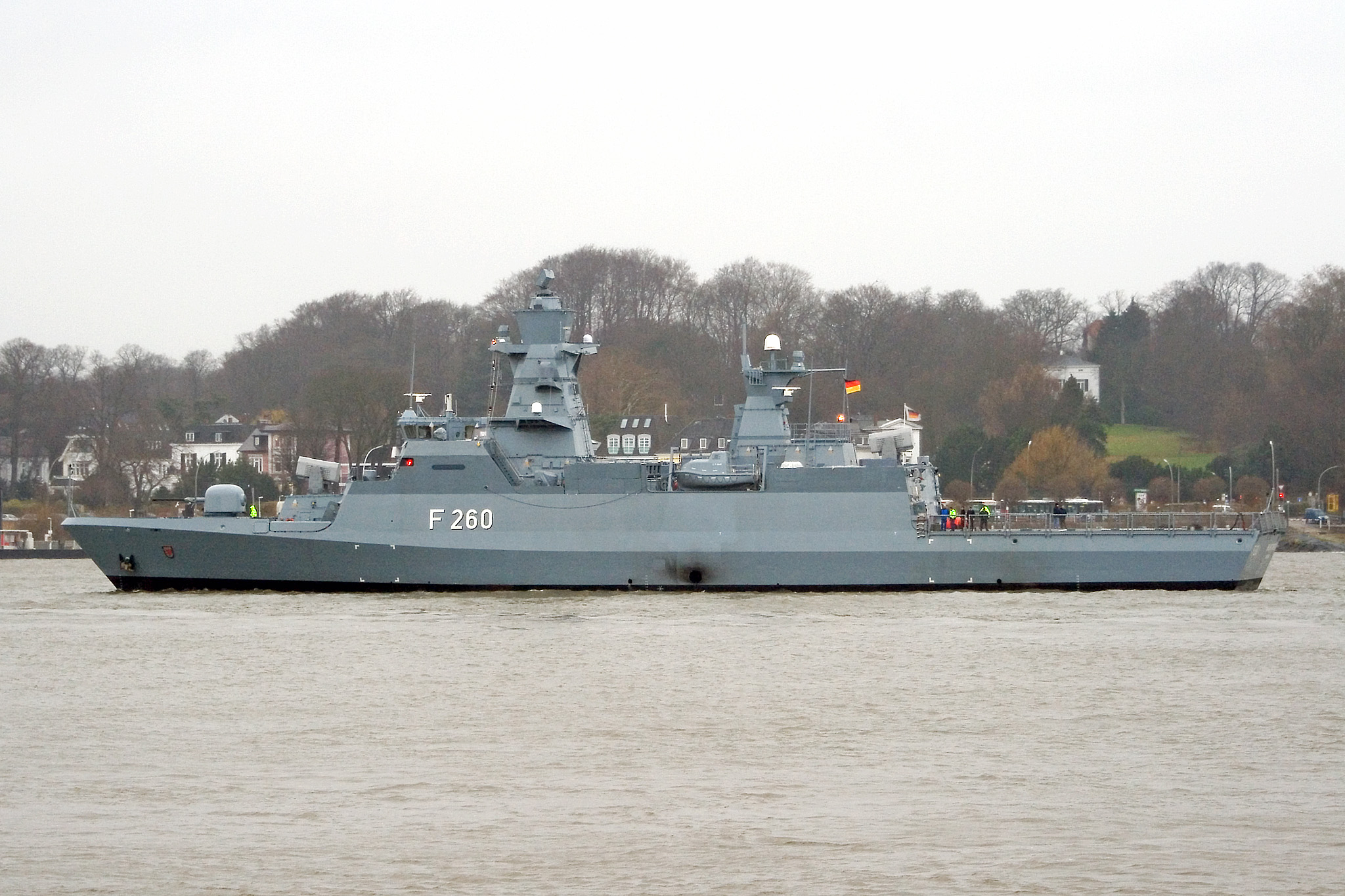
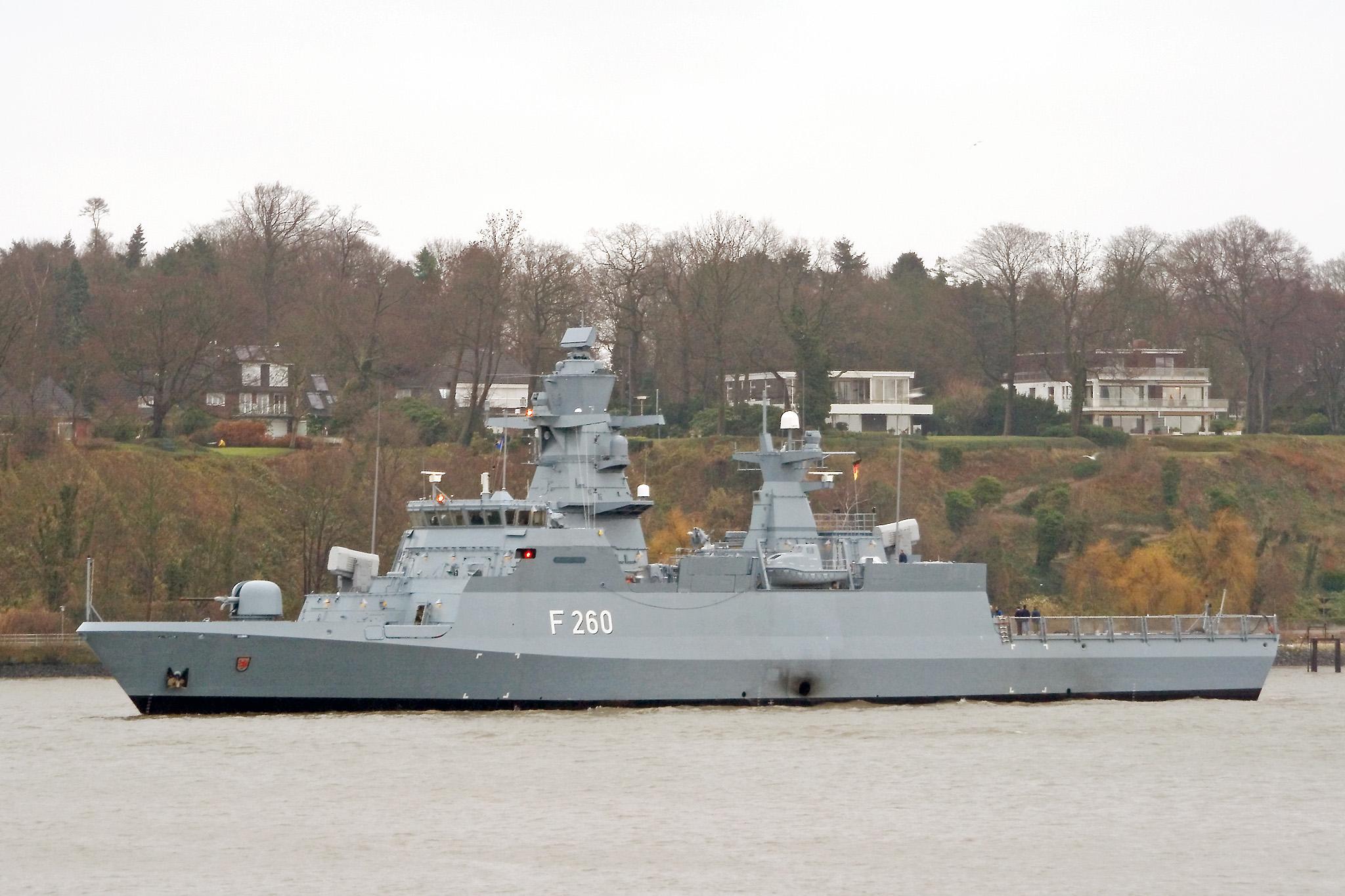
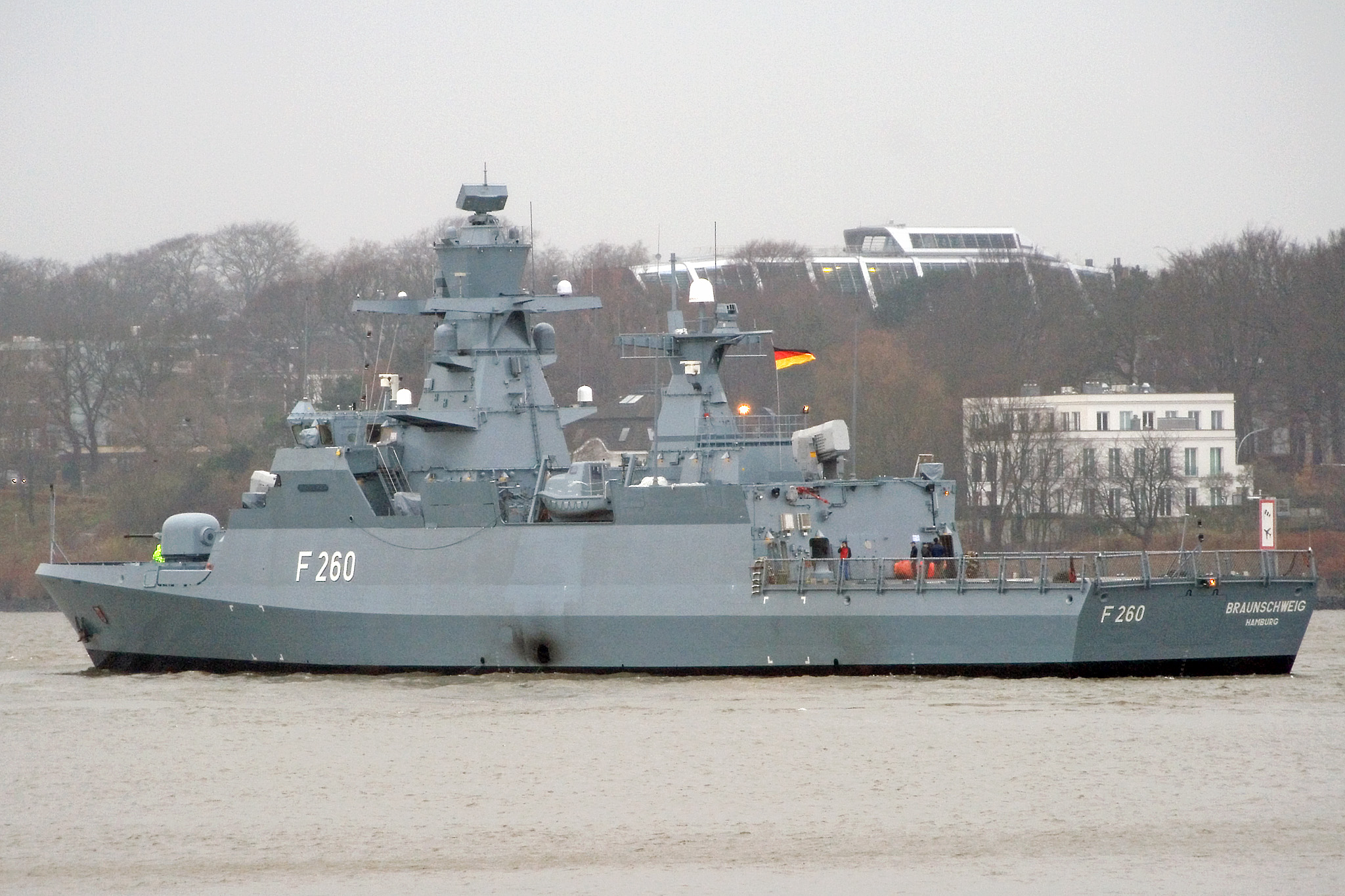
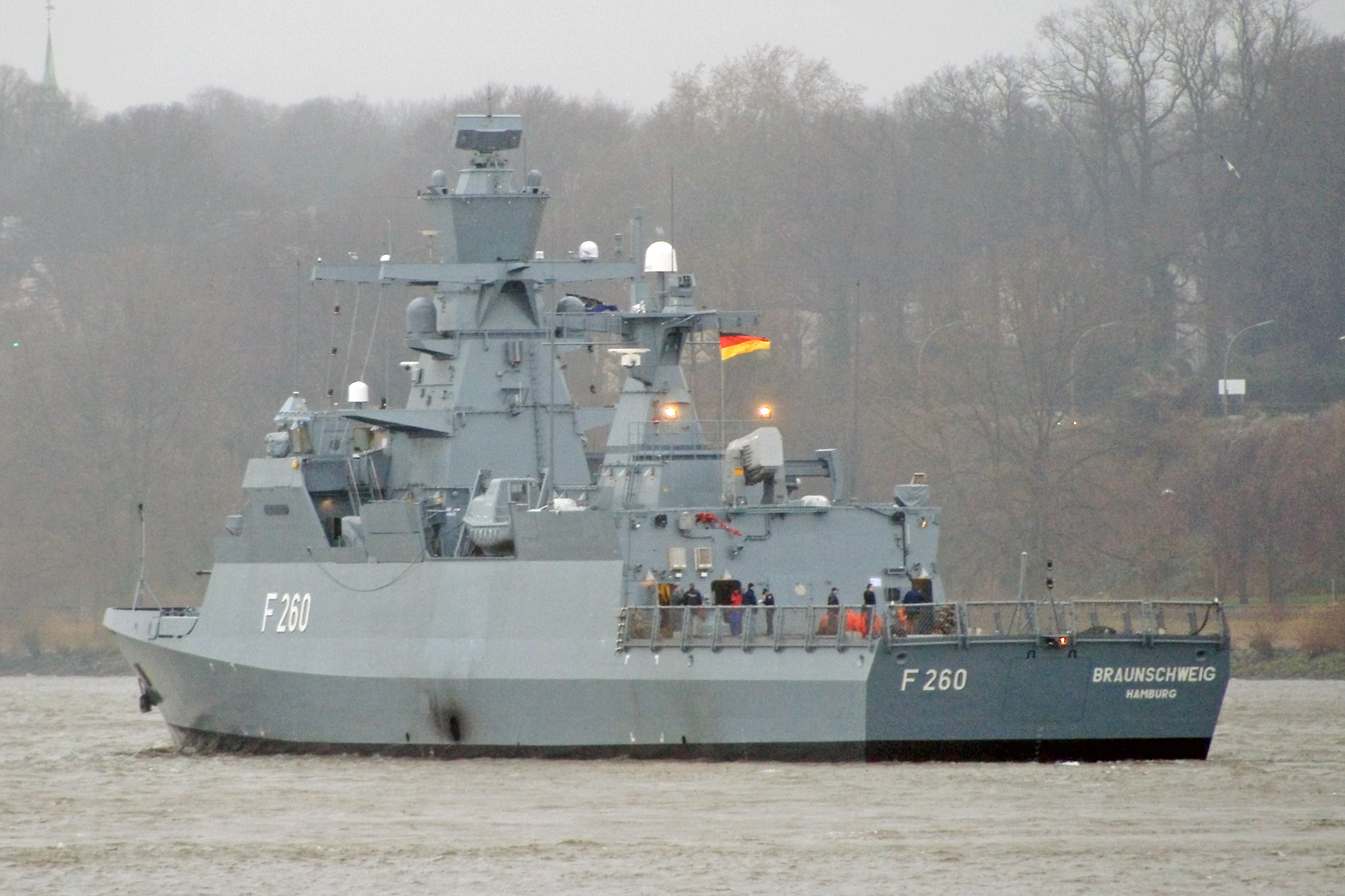

## وصلات خارجية
- Korvette Braunschweig-Klasse @ Marine (official homepage of the German Navy)
- Manufacturer's website